# Bernhard II van Lippe
De zalige Bernard (Burcht Lipperode, ca 1140 - Mežotne, 30 april 1224) werd in 1167 als Bernhard II heer van Lippe. Graaf Bernhard stichtte de steden Lippstadt en Lemgo en, samen met Widukind van Rheda en andere edelen, de cisterciënzerabdij van Marienfelde nabij Harsewinkel (Westfalen).
In 1196 trad Bernard zelf in in deze abdij en in 1211 werd hij abt in Dünamünde in Koerland (thans Jūrmala in Letland. In 1218 ten slotte werd hij bisschop van Semgallen (thans in Letland gelegen). Het was zijn zoon Otto van Lippe die hem tot bisschop wijdt. Zelf wijdt Bernard zijn zoon Gebhard II in 1219 tot bisschop van Bremen-Hamburg.
Zijn feestdag is op 30 april.

## Kinderen en huwelijk
Bernhard was gehuwd met Heilwig von Are-Hochstaden (1150-1196) en had met haar twaalf kinderen:
- Adelheid ( -1244), abdis van Elten
- Heilwig
- Dietrich
- Otto van Lippe (bisschop van Utrecht)
- Bernhard ( -14 april 1247), bisschop van Paderborn
- Gertrud, abdis van Herford
- Ethelind, abdis van Bassum
- Kunigunde, abdis van Freckenhorst
- Beatrix ( -1244)
- Gebhard II (1190-1258), aartsbisschop van Bremen
- Hermann II (1175-1229)
- Margarete ( -1221)

- Gemeinsame Normdatei: 118656384
- International Standard Name Identifier: 0000 0004 1893 0767
- Library of Congress Control Number: no2009001698
- Nationale Bibliotheek van Letland: 000235784
- Nederlandse Thesaurus van Auteursnamen: 166976296
- Virtual International Authority File: 32790148
- WorldCat: E39PBJkMPKMfbwfGkgGf4p6kDq